# مایکل مک‌کال
مایکل مک‌کال (به انگلیسی: Michael McCaul) نمایندهٔ حوزه انتخابیه دهم تگزاس از حزب جمهوری‌خواه ایالات متحده آمریکا در مجلس نمایندگان ایالات متحده آمریکا است که برای نخستین‌بار در ۱۷ ژانویه ۲۰۰۵ میلادی به‌عضویت این مجلس درآمد.